# Отелло (персонаж)

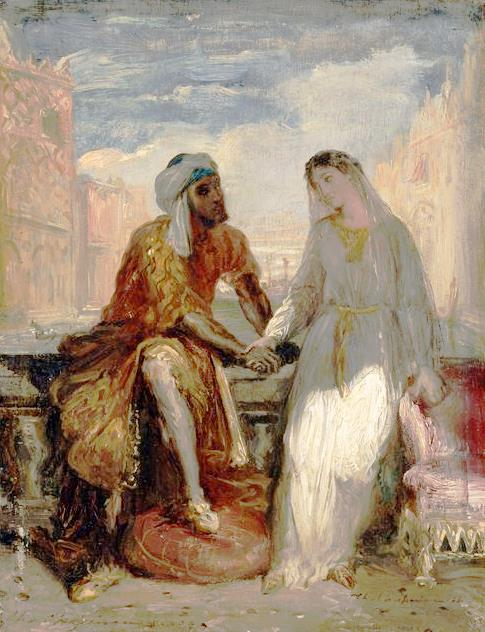
Теодор Шассерио. Отелло и Дездемона в Венеции (1849)

Отелло (англ. Othello, итал. Otello) — главный герой одноимённой трагедии Уильяма Шекспира, написанной в 1604 году, а также ряда вторичных произведений по тому же сюжету, в частности опер и кинофильмов. Мавр-военачальник на службе Венецианской республики, убивший из ревности свою жену Дездемону.
Пьеса Шекспира представляет собой переложение рассказа Джиральди Чинцио «Венецианский Мавр» (1566) и, в первую очередь, отличается от оригинала характером главного героя — Отелло. По словам Ю. Г. Фридштейна, «достаточно заурядная авантюрно-криминальная история», в которой главный герой коварно избавляется от жены, приобретает под пером Шекспира «черты высокой трагедии духа». Человек, отличающийся от других (помимо цвета кожи) простодушием и доверчивостью, будучи не в силах справиться с сомнениями в неверности лейтенанта Кассио и жены Дездемоны (о которой ему рассказал интриган Яго), убивает собственную супругу, а затем, узнав о её невинности, кончает жизнь самоубийством («Я не в гневе мстил, // А жертву чести приносил, как думал»).
Отелло воплощает в себе как высокодуховное ренессансное начало, так и потаённую дикую животную сущность. Эта двойственность характерна для многих персонажей поздних трагедий Шекспира.
Роль Отелло исполняли многие трагические актёры, начиная с Ричарда Бербеджа. Среди наиболее известных исполнителей — Дэвид Гаррик (1745), Эдмунд Кин (1832), Лоренс Оливье (1938), Ф. Л. Шредер и Айра Олдридж (1826), Томмазо Сальвини (1856), А. И. Южин (1907), К. С. Станиславский (1896) и другие.